# Bianzone
Bianzone là một đô thị ở tỉnh Sondrio trong vùng Lombardia của Italia, có vị trí khoảng 110 km về phía đông bắc của Milano và khoảng 20 km về phía đông của Sondrio, ở biên giới với Thụy Sĩ. Tại thời điểm ngày 31 tháng 12 năm 2004, đô thị này có dân số 1.250 người và diện tích là 17,3 km².
Đô thị Bianzone có các frazioni (các đơn vị cấp dưới, chủ yếu là các làng) Bratta, Piazzeda, Campei, Campione, và Nemina.
Bianzone giáp các đô thị: Brusio (Thụy Sĩ), Teglio, Villa di Tirano.